# Tutankhamen Brew
La Tutankhamen Brew è una birra prodotta in soli 1.000 esemplari secondo l'antica ricetta egizia ritrovata al Grande tempio di Aton del regno di Tutankhamon (1353-1336 a.C.) a Amarna, la ricetta è stata ricreata da alcuni studiosi dell'Università di Cambridge ed è stata sviluppata dalla Scottish & Newcastle, birrificio con sede a Edimburgo in Scozia, tra gli ingredienti utilizzati ci sono una varietà estinta di frumento e il coriandolo, viene venduta 52 dollari a bottiglia.